# José Mongrell

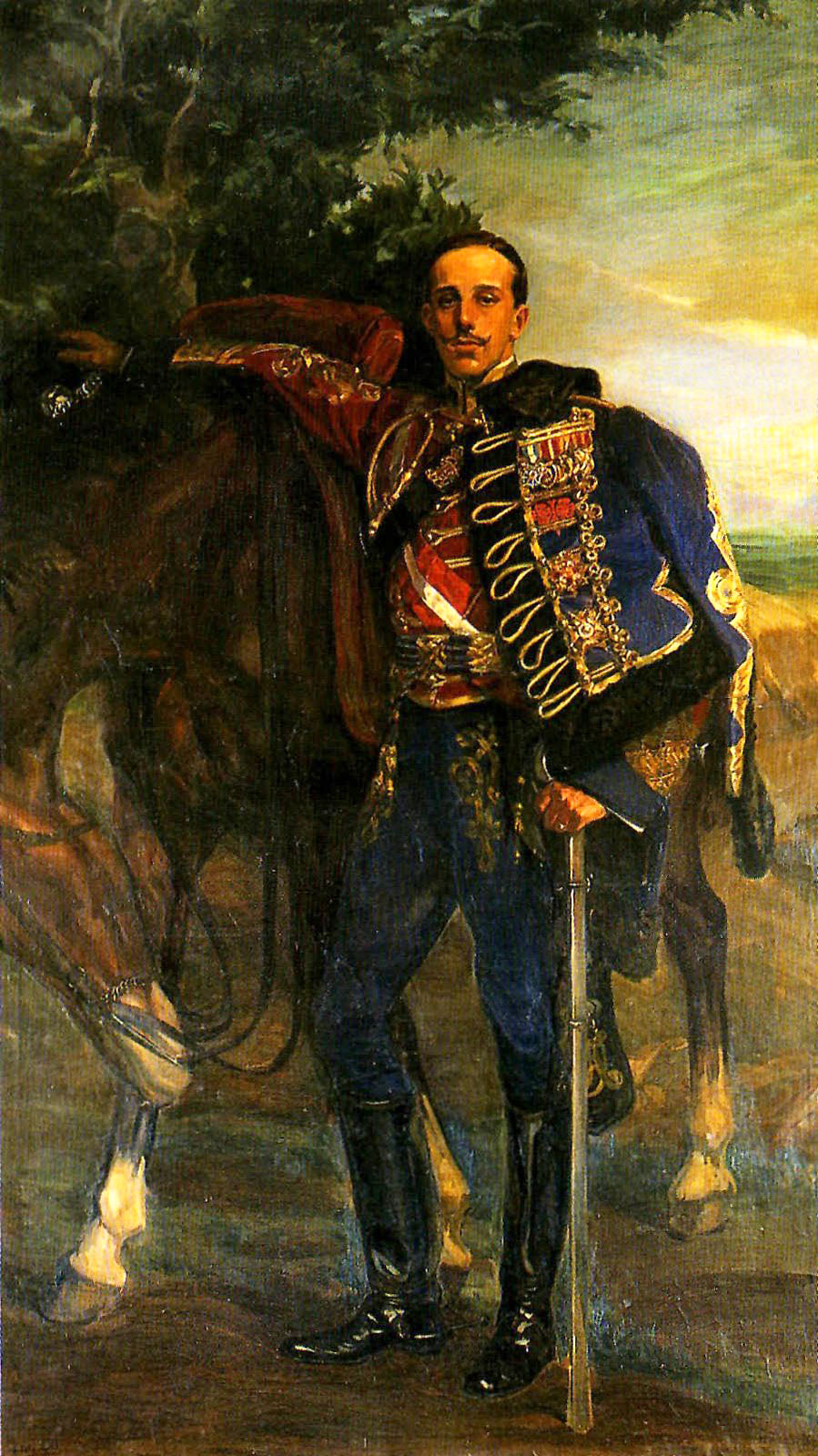
Alfonso XIII con uniforme de húsar de Pavía, de José Mongrell. 1915. (Ayuntamiento de Cullera).

José Mongrell Torrent (Valencia, 3 de agosto de 1870-Barcelona, 5 de noviembre de 1937) fue un pintor español.

## Biografía
Estudió en la Escuela de Bellas Artes de San Carlos de Valencia, donde fue discípulo de Ignacio Pinazo y de Joaquín Sorolla. Su participación en diversos concursos y exposiciones en Madrid y Barcelona, le supuso cierto renombre entre los círculos artísticos. Hizo el cartel de toros para la Feria de San Jaime de Valencia el año 1897, con gran éxito.
Obtuvo una plaza de profesor para la Escuela de Bellas Artes de San Jorge de Barcelona, donde residió el resto de su vida. Al frontal del Salón de San Jorge del Palacio de la Generalidad de Cataluña realizó una obra de grandes dimensiones, por encargo del presidente de la Diputación de Barcelona, el conde del Montseny, representando la Virgen de Montserrat con santos y reyes rindiéndole culto.
Realizó una pintura de género, el retrato y los temas costumbristas de ambiente valenciano, muy en la línea de Sorolla, donde se perciben reminiscéncias del arte del siglo XIX y un cierto estatismo en las figuras. Hay obra suya en el Museo nacional de Cerámica y de las Artes Suntuarias "González Martí" y en el San Pio V, ambos en Valencia, y en el Museo de Bellas Artes de Asturias.